# Dinah Manoff
Dinah Beth Manoff (New York, 25 gennaio 1958) è un'attrice e regista statunitense.

## Biografia
Dinah Manoff è figlia d'arte. Suo padre Arnold Manoff (morto quando Dinah aveva 7 anni) fu uno sceneggiatore cinematografico di successo negli anni quaranta, che fu messo nell'impossibilità di lavorare nel cinema all'epoca del Maccartismo per le sue opinioni politiche di sinistra. Sua madre è l'attrice Lee Grant, la quale fu anch'essa messa al bando da Hollywood all'epoca del Maccartismo e vincerà nel 1976 l'Oscar alla miglior attrice non protagonista. I genitori divorziarono quando aveva 3 anni e l'anno successivo la madre sposò il produttore Joseph Feury il quale divenne così il patrigno di Dinah Manoff. Nel 1975, all'età di 17 anni, Dinah Manoff fu accettata all'Actors Studio.
Il primo ruolo cinematografico di Dinah Manoff è stata la parte di Marty Maraschino nella versione cinematografica di Grease, girato nell'estate del 1977. Nel 1979 Dinah Manoff fu Libby Tucker nella commedia di Neil Simon Quel giardino di aranci fatti in casa, interpretazione che le fece vincere il prestigioso Tony Award come migliore attrice. Ottenne lo stesso ruolo nella versione cinematografica della commedia, con Walter Matthau e Ann-Margret (1982); è questo uno dei rari film in cui Dinah Manoff ha avuto un ruolo da protagonista.
Dinah Manoff ha lavorato molto per il teatro e la televisione, con un lungo periodo di assenza dalle scene negli anni novanta. Ha svolto anche attività di regista televisiva, sceneggiatrice e produttrice cinematografica.

## Vita privata
È stata sposata dal 1980 al 1985 con Jean-Marc Joubert e dal 1997 è sposata con Arthur Mortell; da quest'ultimo ha avuto tre figli: Dashiell (1997) e i gemelli Oliver e Desi (2002).

## Filmografia parziale

### Cinema
- Grease, regia di Randal Kleiser (1978)
- Gente comune  (Ordinary People), regia di Robert Redford (1980)
- Quel giardino di aranci fatti in casa (Neil Simon's I Ought to Be in Pictures), regia di Herbert Ross (1982)
- Congiure parallele (Backfire), regia di Gilbert Cates (1988)
- La bambola assassina (Child's Play), regia di Tom Holland (1988)
- I maledetti di Broadway (Bloodhounds of Broadway), regia di Howard Brookner (1989)
- Scelta di vita (Staying Together), regia di Lee Grant (1989)
- Roxy - Il ritorno di una stella (Welcome Home, Roxy Carmichael), regia di Jim Abrahams (1990)
- The Amati Girls, regia di Anne De Salvo (2000)
- Zigs, regia di Mars Callahan (2001)
- Bart Got a Room, regia di Brian Hecker (2008)

### Televisione
- I ragazzi del sabato sera – serie TV, episodio 2x08 (1976)
- In casa Lawrence – serie TV, episodio 3x22 (1978)
- Bolle di sapone (Soap) – serie TV, 16 episodi (1978)
- Mork & Mindy – serie TV, episodio 2x04 (1979)
- The Seduction of Gina regia di Jerrold Freedman - film TV (1984)
- Giudice di notte – serie TV, episodio 2x01 (1984)
- A passo di fuga – serie TV, episodio 1x06 (1984)
- La signora in giallo (Murder, She Wrote) – serie TV, episodio 3x14 (1987)
- Il cane di papà (Empty Nest) – serie TV, 170 episodi (1988-1995)
- Blossom – serie TV, episodio 2x09 (1991)
- Cuori senza età – serie TV, 2 episodi (1991-1992)
- Corsie in allegria – serie TV, 2 episodi (1992-1993)
- Il tocco di un angelo – serie TV episodio 2x01 (1995)
- Cybill – serie TV, 2 episodi (1996)

## Doppiatrici italiane
- Francesca Guadagno in Grease
- Emanuela Rossi in Gente comune
- Liliana Sorrentino in La bambola assassina
- Stefanella Marrama in Roxy - Il ritorno di una stella